# 圣尚
圣尚（法語：Saint-Champ，法語發音：[sɛ̃ ʃɑ̃]）是法国安省的一个旧市镇，位于该省东南部，属于贝莱区。2019年，圣尚并入市镇马尼约。

## 地理
圣尚（45°47'2"N, 5°43'51"E）面积5.14 平方千米，位于法国奥弗涅-罗讷-阿尔卑斯大区安省，该省份为法国东部省份，北起汝拉省，西北接索恩-卢瓦尔省，西接罗讷省和里昂大都会，南至伊泽尔省，东与萨瓦省、上萨瓦省和瑞士接壤。
与圣尚接壤的市镇（或旧市镇、城区）包括：克雷桑-罗什福尔、马尼约、马里尼约、马西尼约德里沃、波略。

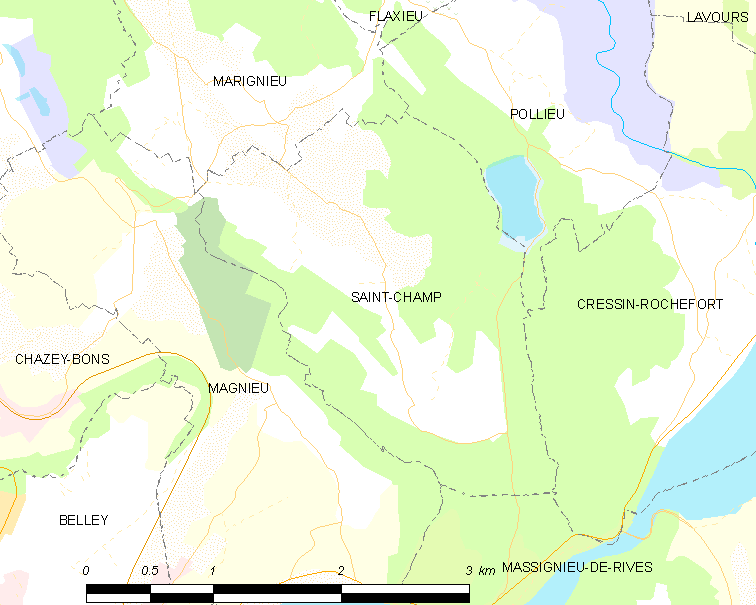
圣尚的OSM定位图

圣尚的时区为UTC+01:00、UTC+02:00（夏令时）。

## 行政
圣尚的邮政编码为01300，INSEE市镇编码为01341。

## 政治
圣尚所属的省级选区为贝莱县。

## 人口

1962-2008年间圣尚人口变化图示

圣尚于2018年1月1日时的人口数量为147人。